# کونراتیتسه و تسویکووا
کونراتیتسه و تسویکووا (به چکی: Kunratice u Cvikova) یک منطقهٔ مسکونی در جمهوری چک است که در ناحیه تشسکا لیپا واقع شده‌است.